# Warren Whiteley
Warren Roger Whiteley (Durban, 18 settembre 1987) è un ex rugbista a 15 e allenatore di rugby a 15 sudafricano, che giocava nel ruolo di terza linea centro. A livello internazionale ha disputato 23 incontri con la maglia del Sudafrica. Dal 2020 è parte dello staff tecnico dei Lions in Super Rugby come specialista della rimessa laterale.

## Biografia
Whiteley crebbe nelle giovanili dei Natal Sharks, squadra con la quale debuttò a livello professionistico durante l'edizione 2008 della Vodacom Cup. L'anno seguente, dopo un'altra Vodacom Cup, disputò la seconda divisione della Currie Cup con gli Elephants. Nel 2010 si trasferì definitivamente ai Golden Lions con i quali giocò Vodacom Cup e Currie Cup. John Mitchell, allora tecnico dei Lions, lo inserì nella rosa della franchigia per il Super Rugby 2011 e lo fece esordire nel torneo. Terminata la sua prima esperienza nella competizione australe, Whiteley si aggiudicò il suo primo titolo in carriera vincendo la Currie Cup 2011 con i Golden Lions. Negli anni successivi ebbe altre notevoli soddisfazioni con la squadra rappresentante la provincia di Gauteng, conquistò, infatti, la Vodacom Cup 2013 ed un secondo titolo in Currie Cup nel 2015. Anche il suo percorso con i Lions si rivelò positivo, nominato capitano nel 2014, guidò la franchigia a tre finali consecutive del Super Rugby negli anni 2016, 2017 e 2018 senza, però, mai vincere la competizione. Al termine della stagione 2017 trascorse un breve periodo nella Top League giapponese vestendo la maglia dei Red Hurricanes.
Le prime esperienze internazionali di Whiteley avvennero nella disciplina del rugby a 7; nel 2012, infatti, fu incluso nella Nazionale di rugby a 7 del Sudafrica con la quale partecipò a quattro tappe delle IRB Sevens World Series 2012-2013. Il suo ultimo torneo disputato con i Blitzbokke furono i XX Giochi del Commonwealth, dove si aggiudicò la medaglia d'oro. Nel 2014 il selezionatore Heyneke Meyer lo chiamò per la prima volta nel Sudafrica per sostituire l'infortunato Willem Alberts durante il The Rugby Championship, competizione in cui debuttò con la nazionale nell'incontro con l'Australia. La settimana successiva giocò anche contro la Nuova Zelanda e sempre contro gli All Blacks ottenne la sua unica presenza nel 2015. Nel 2016 il nuovo commissario tecnico Allister Coetzee lo convocò e lo schierò in tutti e tre gli incontri con l'Irlanda durante il tour estivo dei britannici. Nel corso dello stesso anno, Whiteley giocò anche tutto il The Rugby Championship 2016 e tutte le partite del tour di fine anno degli Springboks. All'inizio della stagione 2017, Coetzee lo nominò capitano della nazionale, ma giocò con questo titolo solo due amichevoli contro la Francia durante la tournée africana dei transalpini; un infortunio ai legamenti del bacino gli fece, infatti, saltare tutto il resto dell'annata. Ritornò, sotto la nuova guida tecnica di Rassie Erasmus, disputando le prime tre giornate del The Rugby Championship 2018 e tre test match del tour autunnale in Europa.
Nel dicembre 2018, Whiteley è stato eletto presidente dell'Associazione sudafricana dei giocatori di rugby professionisti.

## Palmarès

### Rugby a 15
- Currie Cup: 2
Golden Lions: 2011, 2015

### Rugby a 7
- Giochi del Commonwealth: 1
Sudafrica: 2014